# Timonius ovalis
Timonius ovalis är en måreväxtart som först beskrevs av Pieter Willem Korthals, och fick sitt nu gällande namn av Jacob Gijsbert Boerlage. Timonius ovalis ingår i släktet Timonius och familjen måreväxter. Inga underarter finns listade i Catalogue of Life.